# C16H13NO4
化学式C16H13NO4（摩尔质量：283.28 g/mol）可以指：
- 维尔斯他汀，CAS号：88909-96-0
- 5-苄氧基吲哚-2-羧酸，CAS号：6640-09-1
- 双苯恶唑酸，CAS号：209866-92-2
- PD-98059，CAS号：167869-21-8
- 溶剂红L-B，CAS号：4465-58-1

|  | 这个同类索引页列出了具有相同分子式的化学物（即同分異構體）条目。 除非您是有意链接至本页，否则应将相应条目的内部链接指向正确的条目。 |